# Rosskreppfjord
De Rosskreppfjord is een meer in Noorwegen, op de grens tussen Valle en Sirdal in de provincie Agder. Het heeft een lengte van 11,1 km en is 5,6 km breed.

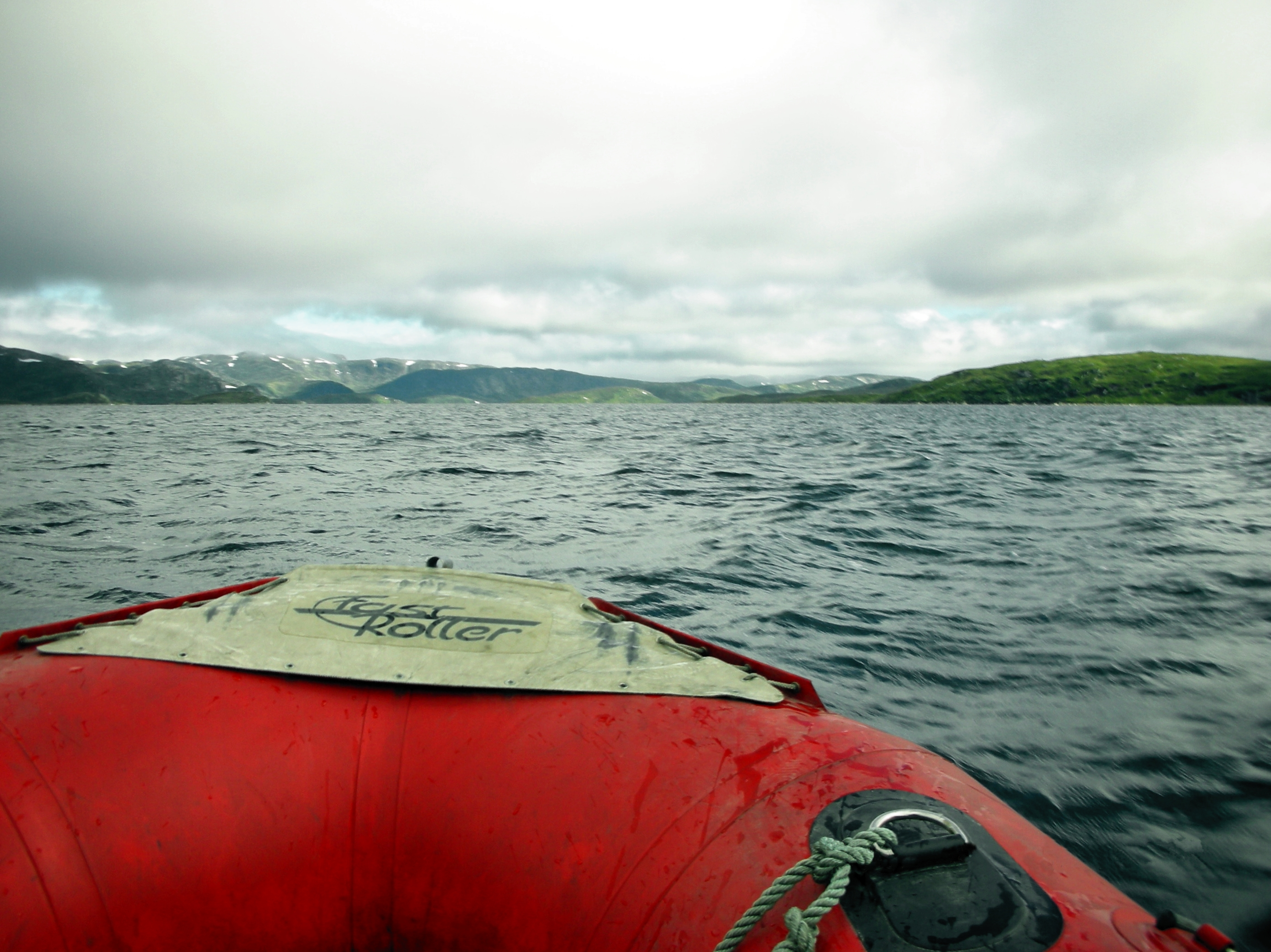
Rosskreppfjord